# Gaißau
Gaißau è un comune austriaco di 1 802 abitanti nel distretto di Bregenz, nel Vorarlberg. Nel 1938 era stato soppresso ed accorpato agli atri comuni soppressi di Fußach e Höchst per costituire il nuovo comune di Rheinau, ma nel 1945 i tre comuni riacquistarono la loro autonomia amministrativa.